# Mora de Rubielos
Mora de Rubielos é um município da Espanha na província de Teruel, comunidade autónoma de Aragão. Tem 166,2 km² de área e em 2021 tinha 1 539 habitantes (densidade: 9,3 hab./km²).

## Demografia
| Variação demográfica do município entre 1991 e 2004 | Variação demográfica do município entre 1991 e 2004 | Variação demográfica do município entre 1991 e 2004 | Variação demográfica do município entre 1991 e 2004 |
| --------------------------------------------------- | --------------------------------------------------- | --------------------------------------------------- | --------------------------------------------------- |
| 1991                                                | 1996                                                | 2001                                                | 2004                                                |
| 1333                                                | 1346                                                | 1359                                                | 1433                                                |